# Botanica

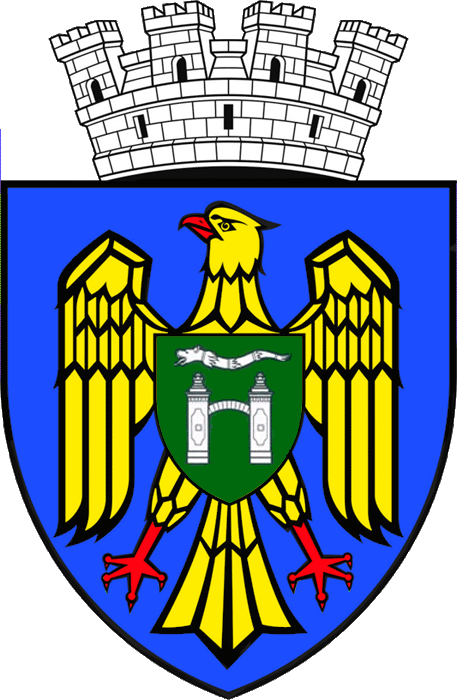
Wappen

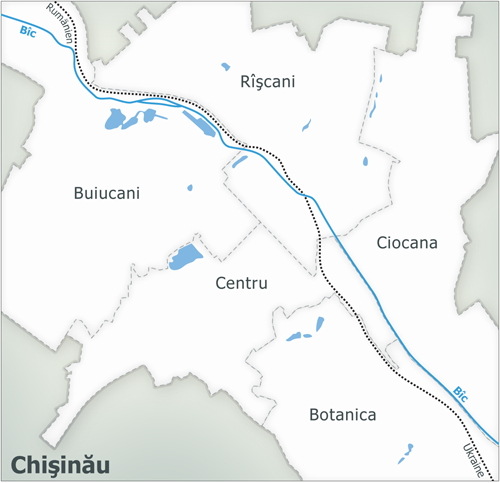
Bezirke von Chișinău

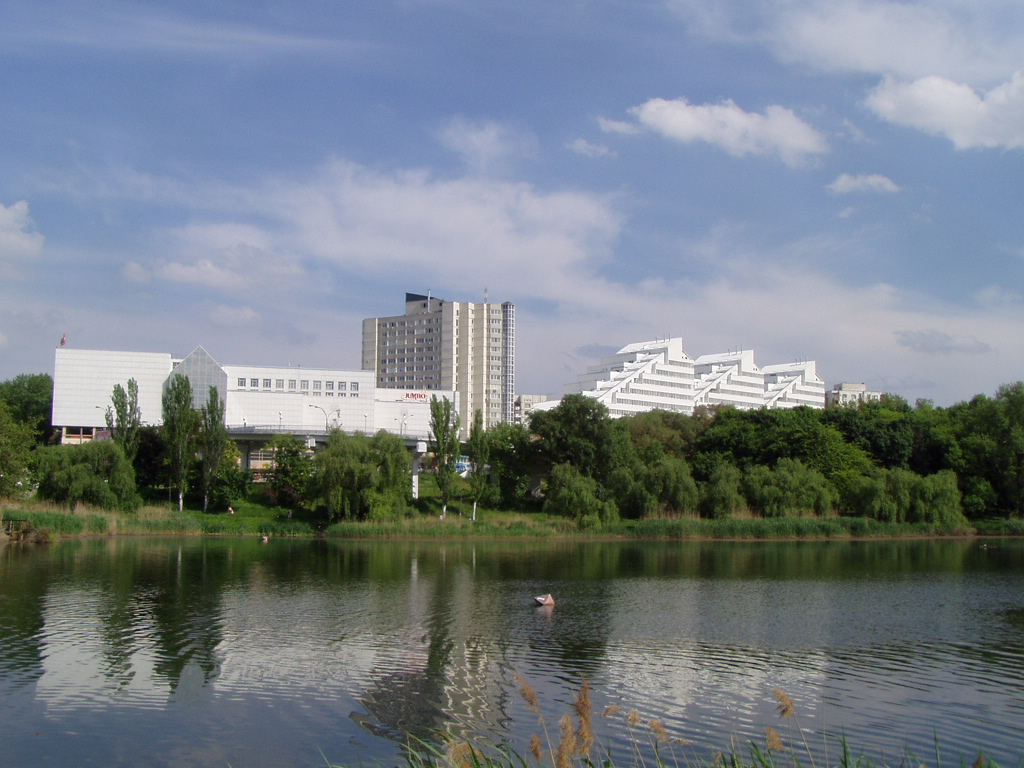
Rosental in Botanica

Botanica (russisch Ботаника / Botanika) ist ein Bezirk der moldauischen Hauptstadt Chișinău. Bei der Volkszählung 2004 hatte er 156.633 Einwohner.
Der Bezirk liegt im Südosten der Stadt und wird unter anderem vom Rosental und der Eisenbahnlinie begrenzt. Er hat eine Größe von 1300 Hektar. Bezirksteile von Botanica sind Frumușica, Muncești, Galata, Fulgulești und Malina Mare.
Botanica hat seinen Namen von einem botanischen Garten bei der 1842 gegründeten Weinbauschule. In den 1960er Jahren begann die Erweiterung der bestehenden kleinen Siedlungen zu einem großen Wohngebiet. Der Bezirk wurde 1977 gegründet.
In Botanica befindet sich das Zimbru-Stadion, das Heimstadion der moldauischen Fußballnationalmannschaft, des Vereins Zimbru Chișinău und des FC Dacia Chișinău.

## Bezirksvorsteher
- 1977–1985: Vasile Florea
- 1985–1991: Svetlana Mislitchi
- 1991–1994: Dumitru Balan
- 1994–1999: Vladimir Popa
- 1999–2001: Mihai Furtuna
- 2001–2003: Vasile Grigorev
- seit 2004: Vladimir Guritenco